# جوني غودرو
جوني غودرو (بالإنجليزية: John Gaudreau)‏ هو لاعب هوكي جليد أمريكي، ولد في 13 أغسطس 1993 في Carneys Point Township, New Jersey ‏ في الولايات المتحدة.

## وصلات خارجية
- جوني غودرو على موقع دوري الهوكي الوطني (الإنجليزية)
- جوني غودرو على موقع EliteProspects.com (الإنجليزية)
- جوني غودرو على موقع Eurohockey.com (الإنجليزية)
- جوني غودرو على موقع HockeyDB.com (الإنجليزية)
- جوني غودرو على موقع Hockey-Reference.com (الإنجليزية)